# Escut d'Otos
L'escut d'Otos és un símbol representatiu oficial del municipi valencià d'Otos (la Vall d'Albaida). Té el següent blasonament:
| « | Escut quadrilong de punta redona, partit. Al primer quarter, en camp d'or, un arbre amb dues copes, de sinople, amb el tronc del seu color, i terrassat de sinople. Al segon quarter, en camp d'argent, un castell del seu color, maçonat de sable i aclarit d'argent. Per timbre, una corona reial oberta. | » |

## Història
Resolució del 12 de juny de 1997, del conseller de Presidència. Publicat en el DOGV núm. 3.055, del 12 d'agost de 1997.
L'arbre és el senyal tradicional d'aquest poble eminentment agrícola de la Vall d'Albaida. El castell al·ludeix al castrum de Carbonera, que actualment marca els límits entre el terme municipal d'Otos i el de Beniatjar.